# Dolmen du Mont Ubé
Der Dolmen du Mont Ubé (UTL 677475) auf der Kanalinsel Jersey ist nach französischer Nomenklatur ein V-förmiger Dolmen, nach englischer Einteilung ein Passage Tomb. Er liegt 100 m östlich der Rue du la Blinerie im „Le Cótil du Mont Ubé“ in St. Clement. Die Megalithanlage wurde zwischen 3250 und 2250 v. Chr. errichtet. Das Passage Tomb liegt heute frei. Ehemals war es von einem Tumulus aus Erde und Gras oder einem Cairn aus kleinen Steinen bedeckt.

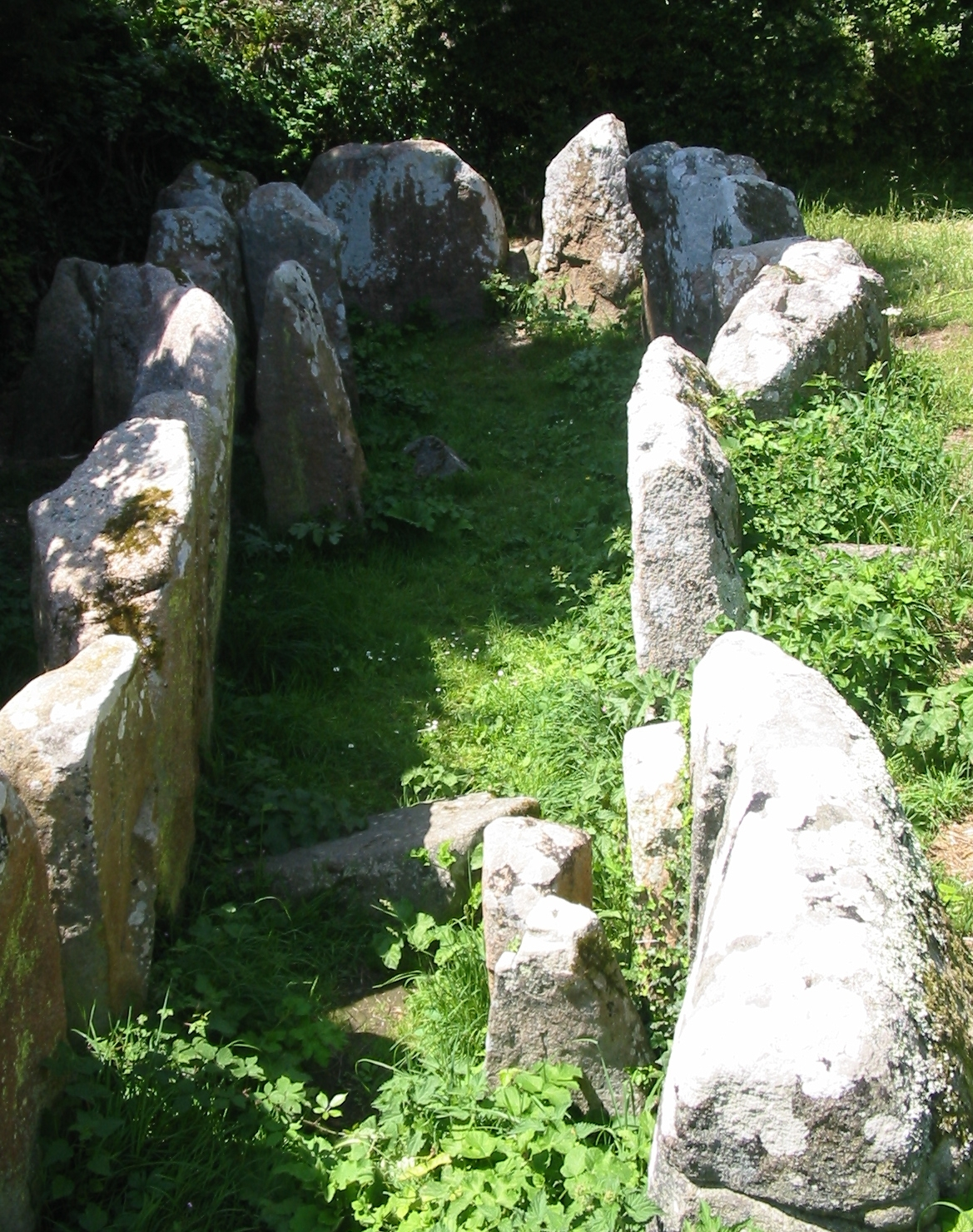
Dolmen du Mont Ubé

Das Passage Tomb wurde im Jahre 1848 von Arbeitern auf der Suche nach Steinmaterial entdeckt. Der etwa fünf Meter lange, zwischen 1,15 und 1,8 m breite Gang führt (vergleichbar dem Dolmen Mané Rutual in der Bretagne) in eine sich aufweitende, am Ende etwa drei Meter breite und 7,3 m lange trapezförmige Kammer, die Reste (1,5 bzw. 1,8 m hoch) der nischenartigen Unterteilung aufwies. Die Decksteine wurden, ebenso wie die nicht mehr nachweisbaren Randsteine des Hügels, Teile der Einbauten und der Hügel selbst, entfernt. Im Gang befinden sich drei Steine, die möglicherweise zu einer Verschlussvorrichtung gehörten. Diese wurde in jüngerer Zeit verwendet, um die Anlage als Schweinepferch zu nutzen. 
Die teilweise unsachgemäß von den Steinsuchern geborgenen Funde enthielten zehn oder zwölf Töpfe, eine Jersey-Schüssel, Feuerstein- und Steinwerkzeuge, Steinbeile, polierte Steinanhänger und eine Tasse (einzigartig auf den Kanalinseln). Verbrannte und unverbrannte menschliche Überreste wurden in den seitlichen Nischen gefunden.